# Diary Queen
«Diary Queen» (titulado «Listos para el éxtasis» en Hispanoamérica y «Confesiones en el diario» en España) es el duodécimo episodio de la trigésimasegunda temporada de la serie de televisión de animación estadounidense Los Simpson y el episodio 696 en total. Se emitió en los Estados Unidos en Fox el 21 de febrero de 2021. El episodio fue dirigido por Matthew Nastuk y escrito por Jeff Westbrook.
En este episodio, Bart encuentra el diario de su antigua profesora y cree que ella pensaba que él era su alumno más mejorado. El episodio recibió críticas positivas.

## Trama
Cuando Ned Flanders organiza una venta de garaje, Bart y Milhouse compran varios libros como parte de un plan para grabar un truco. Cuando el plan fracasa, los chicos descubren entre los libros el antiguo diario de su difunta profesora Edna Krabappel. Entonces escapan de Fat Tony y su chusma y gastan una broma al personal del colegio.
A pesar de que Milhouse le insta repetidamente a no invadir la intimidad de Edna, Bart se dirige a su casa del árbol y empieza a leer el diario, descubriendo una página en la que Edna había escrito que creía que Bart tenía potencial para triunfar en la escuela. Convencido de que es el alumno más aventajado, Bart empieza a ir bien en la escuela. Después de que Bart apruebe un examen, la familia lo celebra con una tarta, pero Marge y Lisa echan un vistazo a su habitación, sospechando que ha hecho trampas. Con la ayuda de Maggie, Lisa encuentra el diario en la casa del árbol y descubre que Edna se refería en realidad a su gato mascota. Lisa se lo oculta a Bart, lo que pronto la estresa. Cuando Bart decide presentarse al concurso de ortografía del colegio, Lisa le revela la verdad, lo que provoca que un deprimido Bart se esconda solo en su casa del árbol.
Más tarde, en la casa del árbol, Ned le revela a Bart que su familia había pensado en abandonar Springfield, pero que Edna se lo impidió, pues creía que debía quedarse, ya que los niños como Bart la necesitaban. Al darse cuenta de que Edna realmente se preocupaba por él, Bart le devuelve el diario a Ned. En casa, Ned lee el diario y se le saltan las lágrimas con una entrada en la que Edna dice que estar casada con él hizo que sus sueños se hicieran realidad.
El episodio termina con un montaje de los momentos de Edna a lo largo de la serie.

## Producción

### Reparto
La difunta Marcia Wallace interpreta a Edna Krabappel en grabaciones de archivo. Su herencia autorizó su aparición y fue compensada por ello. La serie no despidió al personaje de Wallace en el momento de su fallecimiento porque los productores no sabían que estaba enferma, así que este episodio fue un intento de recordarla. Los productores también decidieron no revelar cómo murió Edna.
Este es el último episodio en el que el actor Harry Shearer pone voz al personaje negro del Dr. Hibbert. A partir del siguiente episodio, «Wad Goals», le pone voz Kevin Michael Richardson, que es afroamericano. Además, en este episodio la voz de Julio la puso Mario José. Joe Mantegna aparece como Fat Tony.

### Lanzamiento
Estaba previsto que el episodio se estrenara el 10 de enero de 2021, pero fue reprogramado para el 14 de febrero debido a que fue adelantado por los playoffs de la NFL. Los retrasos por lluvia en la Daytona 500 de 2021 retrasaron aún más todos los programas de máxima audiencia programados para su emisión hasta el 21 de febrero.

## Recepción

### Audiencia
En Estados Unidos, el episodio fue visto en directo por 1,43 millones de espectadores.

### Respuesta de la crítica
Tony Sokol de Den of Geek afirma: «Se trata de un arco argumental diferente para Los Simpson. "Diary Queen" sigue una trayectoria edificante hasta que Lisa la desvía de su curso y termina en un repentino choque vital. La advertencia final de Bart a Marge: "Me volveré loco si intentas hacerme sentir mejor", es maravillosamente mordaz, pero el giro final es una dosis de melaza. El episodio se iba a estrenar originalmente el día de San Valentín, y es una dulce despedida». También calificó el episodio con cuatro de cinco estrellas. Jesse Bereta de Bubbleblabber dio al episodio un 7,5 de 10. Pensó que el episodio fue una manera respetuosa de honrar a Marcia Wallace. Pensó que el episodio fue una forma respetuosa de honrar a Marcia Wallace. Afirmó que el cierre que Bart recibe fue la parte más conmovedora del episodio.